# Профілювання полісом

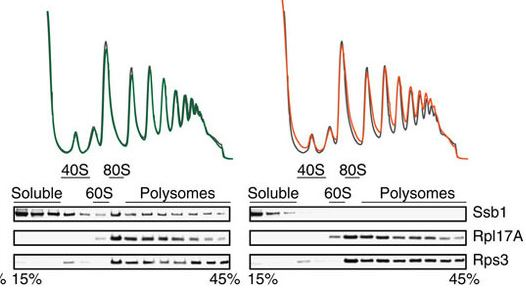
Полісоми

Профілювання полісом - техніка в молекулярній біології, яка використовується для вивчення асоціації мРНК з рибосомами . Важливо зазначити, що ця методика відрізняється від профілювання рибосом . Обидві методики були розглянуті  і обидві використовуються в аналізі транслатома, але дані, які вони генерують, мають дуже різні рівні специфічності. При використанні експертами, методика просто відтворювана: 3 профілі на першому зображенні взято з 3 різних експериментів.

## Процедура
Процедура починається з виготовлення клітинного лізату клітин, що цікавлять. Цей лізат містить полісоми, моносоми (складаються з однієї рибосоми, розташованої на мРНК ), малу (40S в еукаріот ) і велику (60S в еукаріот) рибосомні субодиниці, «вільну» мРНК і безліч інших розчинних клітинних компонентів.
Процедура продовжується створенням безперервного градієнта сахарози безперервно змінної щільності в центрифужній пробірці. У використовуваних концентраціях (у прикладі 15-45%) сахароза не порушує асоціацію рибосом і мРНК. 15% градієнта знаходиться у верхній частині трубки, а 45% – унизу через різну щільність .
Певна кількість (як вимірюється оптичною густиною ) лізату потім акуратно наноситься поверх градієнта в трубці. Незважаючи на те, що лізат містить велику кількість розчинного матеріалу, щільність набагато менша, ніж 15% сахарози, тому його можна зберігати як окремий шар у верхній частині пробірки, якщо це робити обережно.
Для розділення компонентів лізату препарат центрифугують. Це прискорює компоненти лізату з силою тяжіння, яка у багато разів перевищує силу тяжіння, і таким чином просуває їх через градієнт залежно від того, наскільки «великими» є окремі компоненти. Малі (40S) субодиниці просуваються менше в градієнт, ніж великі (60S) субодиниці. Рибсоми 80S на мРНК подорожують далі (зверніть увагу, що внесок розміру мРНК у пройдену відстань незначний). Полісоми, що складаються з 2 рибосом, подорожують далі, полісоми з 3 рибосомами подорожують ще далі і далі. «Розмір» компонентів позначається S, одиницею Сведберга . Зверніть увагу, що один S = 10 −13 секунд, і що концепція «великого» насправді є надмірним спрощенням.
Після центрифугування вміст пробірки збирають у вигляді фракцій зверху (менші, повільніше) до низу (більші, швидше) і визначають оптичну щільність фракцій. Перші видалені фракції містять велику кількість відносно малих молекул, таких як тРНК, окремі білки тощо.

## Додатки
Цю техніку можна використовувати для вивчення загального ступеня трансляції в клітинах (наприклад, ), але її можна використовувати набагато більш конкретно для вивчення окремих білків та їх мРНК. Як приклад, показаний у нижній частині малюнка, білок, який становить частину малої субодиниці, спочатку може бути виявлений у фракції 40S, потім майже зникає з фракції 60S (поділ на цих градієнтах не є абсолютним), а потім знову з’являється у 80-х роках і полісомні фракції. Це вказує на те, що в клітині міститься дуже мало білка, який не є частиною малої субодиниці. Навпаки, у верхньому рядку фігури імуноблоту розчинний білок з’являється у розчинних фракціях і пов’язаний з рибосомами та полісомами. Конкретний білок є білком-шапероном, який (коротше кажучи) допомагає згортати новонароджений пептид, коли він екструдується з рибосоми. Як і інша робота
Досліджено існування прямого зв’язку шаперона з рибосомою.
Техніка також використовується для вивчення ступеня трансляції конкретної мРНК  . У цих експериментах 5'- і 3'-послідовності мРНК досліджувалися на предмет їх впливу на кількість утвореної мРНК і на наскільки добре транслювалися мРНК. Як показано, не всі ізоформи мРНК транслюються з однаковою ефективністю , навіть якщо їх кодуючі послідовності однакові.